# Shin Megami Tensei: Strange Journey
Shin Megami Tensei: Strange Journey (яп. 真・女神転生 STRANGE JOURNEY (ストレンジ・ジャーニー) Син Мэгами Тэнсэй Суторэндзи Дзя:ни:) — это компьютерная ролевая игра, разработанная компаниями Atlus и Lancarse для игровой приставки Nintendo DS. Была опубликована издателем в 2009 году в Японии и в 2010 году в Северной Америке. Это четвёртая (по серии, но не нумерации) игра в основной серии Megami Tensei.
История рассказывает о международных специальных силах, посланных ООН для исследования Schwarzwelt (нем: Чёрный мир), пространственной аномалии, появившейся в Антарктике и угрожающей поглотить планету. Игрок принимает на себя роль протагониста, участвующего в миссии по исследованию Schwarzwelt. Игровой процесс состоит из путешествия по лабиринтам, полным ловушек, и пошаговых битв с демонами. В ходе битв персонаж игрока может вступить с демонами-противниками в контакт и, в ходе общения, убедить его присоединиться к команде.
Создание игры началось с желания команды разработчиков создать масштабную ролевую игру для приставки Nintendo DS. Большая часть команды уже работала ранее над играми серии Megami Tensei, включая продюсера и дизайнера Казуму Канэко, директора Эйдзи Исиду, сценариста Сёго Исогая, и композитора Сёдзи Мэгуро. Местом сеттинга была выбрана Антарктика с целью ориентировать игру на международную публику (предыдущие игры серии происходят преимущественно в Японии). Вместе с новым сеттингом, игра также содержит элементы научной фантастики, ранее менее широко встречавшихся в серии, беря вдохновение из таких фильмов, как Проклятая долина и Нечто. При создании музыки Мэгуро использовал более грандиозные музыкальные стили, чем в предыдущих своих работах, включая хоровую музыку и использование специального синтезатора.
Игра получила преимущественно положительные отзывы критиков, как в Японии, так и за рубежом.

## Игровой процесс

### Основные элементы
Shin Megami Tensei: Strange Journey это ролевая игра, в которой игрок берёт под контроль персонажа-солдата, имя которого вводится в начале игры. В ходе сюжетных сцен и общения с демонами игрок может выбирать реплики персонажа. Если реплики в диалоге с демоном влияют на его настроенность по отношению к команде игрока (агрессивность или желание присоединиться), то выбор реплики в сюжетной сцене может повлиять на мировоззрение героя (порядок, нейтральность, хаос) и, тем самым, приблизить его к той или иной концовке.
Schwarzwelt исследуется от первого лица: трёхмерные локации, наблюдаемые из глаз персонажа, показываются на верхнем экране Nintendo DS, тогда как на нижнем представлена карта области для упрощения навигации. Поля карты, посещённые игроком, автоматически отображаются на карте; для дверей, контейнеров и прочих «особых» полей используются специальные обозначения. «Особые» поля включают ловушки, такие как ямы, опасные поверхности (наносящие урон или вызывающие негативный эффект), телепортаторы и поверхности-векторы, отправляющие игрока в определённом направлении. Помимо основной сюжетной линии, в игре присутствуют дополнительные задания, которые дают люди из исследовательской команды и некоторые демоны, населяющие Schwarzwelt.
Окружающий мир персонаж игрока наблюдает через «умный» костюм, называемый Демоникой (англ., Demonica, сокращение от DEMOuntable Next Integrated Capability Armor — Съёмная с интегрированной адаптацией броня). Именно этот костюм, а не персонаж, зарабатывает очки опыта, «адаптируясь» под окружающую среду. В зависимости от ответов на психологический тест в начале игры задаются процентные вероятности повысить тот или иной навык при получении уровня. По мере получения опыта костюм автоматически повышает уровень и пять параметров:
- Сила определяет урон от физических и стрелковых атак персонажа.
- Магия увеличивает очки магии героя и эффективность некоторых заклинаний.
- Ловкость определяет шансы на попадание/уклонение персонажа от атаки.
- Выносливость определяет очки здоровья персонажа и, частично, защиту.
- Удача влияет на случайные факторы в положительную для персонажа сторону.

Денежным эквивалентом в игре является Макка (англ., Macca). За победы над врагами или исследование аномалий, игрок получает Формы (англ., Forma), являющиеся информационными носителями или «сущностями» некоторого существа, объекта или локации (так, демон Гаруда оставляет за собой после гибели перо, демон Они — рог; в каждом секторе присутствует свой определённый набор появляющихся форм и т. д.). Из Форм и Макки технический персонал корабля Red Sprite способен создавать программы для Демоники (сюжетно важные, основные (англ., Main Apps) и вспомогательные (англ., Sub Apps)), позволяющие открывать новые локации, находить новых врагов и менять игровые переменные (шансы на события в бою или при Слиянии и т. п.), оружие (ближнего и дальнего боя), бронежилеты, аксессуары и различные предметы-расходники, вроде аптечек.
Оружие ближнего боя, включающее в себя легендарные мечи и копья, наносит одному или нескольким противникам физический урон и может также накладывать на врагов один из негативных эффектов. Огнестрельное оружие, являющееся в основном вымышленным, позволяет персонажу использовать «бесконечные» патроны, наносящие стрелковый урон, а также использовать особые снаряды, действующие аналогично заклинаниям демонов и потребляющие очки магии. Бронежилет определяет уязвимости для определённых типов урона и увеличивает общую защиту персонажа. Аксессуары дают различные бонусы к параметрам или иммунитет к негативным состояниям.

### Сражение
Во время исследования, игрок участвует в битвах, как против сюжетных противников и боссов, так и против случайных стандартных противников. Битвы пошаговые и представляют собой схватку между персонажем игрока и вызванными им с помощью Программы Вызова Демонов (англ., Demon Summoning Program) демонами (до трёх) против одного-пятерых противников. Одной из особенностей боевой системы является аналог Press Turn, ранее появившийся в предыдущей части серии, Shin Megami Tensei: Nocturne: в Strange Journey она носит название Системы Кооперации Демонов (англ., Demon Co-op System). Если кто-то из команды игрока наносит критический урон или урон, для которого данный противник уязвим, то все союзники того же мировоззрения одновременно производят неблокируемую, непромахивающуюся атаку, наносящую цели всемогущий урон (англ., Almightly). Всего в игре присутствует девять видов урона:
- Физический (англ., Physical) — наиболее часто встречающийся тип урона, наносится базовыми атаками большинства демонов. В отличие от предыдущих игр серии, где физические атаки тратили часть очков жизни атакующего, в этой части базовые атаки производятся безвозмездно, а усиленные физические атаки тратят очки магии, как и заклинания.
- Стрелковый (англ., Gun) — является подвидом физического урона, наносится огнестрельным оружием (имеющимся у игрока, а также у противников-людей) и некоторыми заклинаниями демонов.
- Огненный (англ., Fire) — один из стандартных как для серии Megami Tensei, так и для ролевых игр в целом тип урона.
- Ледяной (англ., Ice) — один из стандартных как для серии Megami Tensei, так и для ролевых игр в целом тип урона.
- Электрический (англ., Electric) — один из стандартных как для серии Megami Tensei, так и для ролевых игр в целом тип урона.
- Ветряной (англ., Wind) — единственный задействованный в Strange Journey тип урона из «дополнительных» элементальных типов, встречающихся в серии Megami Tensei.
- Изгнание (англ., Expel) — формальный тип урона, включающий в себя заклинания по мгновенному убийству противника. Ассоциируется со светом, «добрыми» и ангельскими сущностями и демонами.
- Проклятие (англ., Curse) — формальный тип урона, включающий в себя заклинания по мгновенному убийству противника. Ассоциируется с тьмой, «злыми» и адскими сущностями и демонами.
- Всемогущий (англ., Almightly) — вид урона, не имеющий сопротивления против него, а поэтому всегда наносимый в полном объёме.

Также присутствуют негативные эффекты, накладываемые атаками и заклинаниями:
- Сон — эффект, временно выводящий противника из боя. Спящий противник восстанавливает часть своих сил каждый ход. При атаке спящего тот не может увернуться и получает увеличенный урон, при этом эффект сна снимается. В игре присутствует заклинание Ethernal Rest (англ. Вечный Покой), мгновенно убивающее всех спящих персонажей.
- Отравление — эффект, наносящий урон с каждым действием персонажа. Самостоятельно не исчезает. Эффект не пропадает вне боя.
- Паралич — эффект, снижающий способности персонажа к уклонению и защите, а также с некоторым шансом лишающий персонажа действия в раунде. Самостоятельно не исчезает. Эффект не пропадает вне боя.
- Тишина — эффект, лишающий персонажа возможности читать заклинания (стрелять особыми снарядами в случае главного героя). Самостоятельно не исчезает. Эффект не пропадает вне боя.
- Шарм — эффект, заставляющий персонажа менять сторону во время боя и атаковать бывших союзников. Одинокий зачарованный персонаж начинает наносить урон самому себе. Эффект исчезает спустя несколько раундов или по окончании боя.
- Напряжение — эффект, заставляющий персонажа терять очки магии. Самостоятельно не исчезает. Эффект не пропадает вне боя. Может быть использован только против персонажей игрока.
- Страх — эффект, заставляющий персонажа иногда бездействовать в раунде. Демоны игрока могут при этом покинуть поле боя, спрятавшись в Демонику. Пропадает спустя несколько раундов или по окончании боя.
- Бомба — особый эффект, накладываемый только на существ игрока противником. «Заминированный» персонаж при получении урона может взорваться с 50 % вероятностью, нанеся огромный урон своим союзникам. Урон зависит от количества здоровья «заминированного» на момент взрыва. Эффект нейтрализуется применение команды «Защищаться».
- Ярость — особый эффект, накладываемый только на существ игрока противником. Аналогичен шарму, однако яростный персонаж получает бонус к атаке и может атаковать любое случайное существо на поле боя, но только не себя.
- Окаменение — особый эффект, аналогичный состоянию смерти. Однако, в отличие от смерти, не отправляет демона в Демонику без очков жизни, а запрещает ему действовать, увеличивая при этом его защиту. Основной негативный эффект в том, что при воздействии окаменения на персонаж игрока, эффект аналогичен мгновенной смерти и прекращает игру.
- Смерть — состояние персонажа, когда он не может выполнять никаких игровых действий. Смерть главного героя означает конец игры. Умерший демон прячется в Демонику и может быть воскрешён магией или вылечен в лазарете Red Sprite.

### Взаимодействие с демонами
Во время сражений, игрок также может начать диалог с демонами: в зависимости от характера демона и выборов игрока ответов на его вопросы, тот может быть подкуплен, испуган, нанят, разъярён, обольщён и т. п.. В результате демон может присоединиться к игроку, сделать ему подарок в виде Формы или целебного предмета, покинуть бой, стать необщительным или даже получить дополнительный раунд атак против партии игрока. Так как игрок не может иметь более одного демона каждого вида за раз, переговоры с таковым видом демона становятся невозможны — тот «замечает» наличие такого же демона в партии игрока и либо со злостью атакует, либо покидает бой, с некоторым шансом оставив подарок.
Демоны в распоряжении игрока могут быть информационно «скрещены» с помощью Программы Слияния Демонов (англ., Demon Fusion Program). Это позволяет получать ранее неизвестных демонов, контролировать навыки, ими приобретаемые и подстраивать команду под свой вкус и требования. Игра включает в себя около 300 демонов для найма, все из которых являются мифологическими созданиями или богами из мировых религий, включая Христианство, Буддизм и многие локальные и античные мифологии.
Демоны разбиты на «Семьи», связанные мифологически или тематически. Так, семья Divine содержит в себе первые восемь чинов ангелов в христианстве, а семья Dragon включает драконов и персонажей, способных принимать их форму. Все члены семьи разделены по уровням и имеют одно и то же мировоззрение в плане порядка/хаоса. В игре присутствуют также несколько особых семей:
- Prime — четыре духа стихий (земли, воздуха, воды и огня) и четыре элементаля Парацельса. При слиянии с другим демоном превращают его в другого члена его же семьи. Два Prime объединяются в Mitama.
- Mitama — четыре олицетворения эмоций человеческой души, при слиянии с другим демоном немного увеличивают его параметры, сами при этом исчезая. Одного демона можно усилить митамой лишь два раза.
- Enigma — боги, чьё мифологическое происхождение точно неизвестно. Для возможности их создания игрок должен иметь конвертер, получаемый как награда за квест «Рыщущий в туалете», где игроку придётся сразиться с японским богом туалетов и отходных мест Канбари
- UMA, Unidentified Mysterious Animal — существа, часто оспариваемые, как существующие в реальном мире. Для возможности их создания игрок должен иметь конвертер, получаемый как награда за квест «Спорт для джентльменов», включающий охоту на японских тануки мамедануки.
- Fiend — существа, олицетворяющие смерть и разрушение. Сюда относятся Давид (тематически основанный на Danse Macabre), «шуточный» персонаж Матадор, девочка-демон Алиса (персонаж-аллюзия на Алису в Стране Чудес), четыре всадника Апокалипсиса, скелетообразный ангел-трубадур (согласно Откровению, семеро ангелов будут по очереди трубить, сообщая о приближении одной из семи божьих кар) и Мать Блудница (восседающая на Звере Апокалипсиса). Давид, Алиса и Мать Блудница являются боссами дополнительных заданий, остальные очень редко появляются как противники, каждый закреплён за сектором, начиная с Carina. Для возможности их создания игрок должен иметь конвертер, получаемый как награда за квест «Поймай кролика !», где герой должен поймать белого зайца для Алисы, а затем сразиться с ней.
- Zealot — боги, являющиеся изгоями в собственных пантеонах. Отличаются тем, что не могут быть созданы игроком «намеренно», а появляются только в случае «инцидентов Слияния».

Каждый демон с определённым набором характеристик и способностей может быть сохранён с помощью 32-значного пароля. Этот пароль содержит в себе всю информацию о данном демоне и может быть использован для повторного его создания при использовании предыдущего в Слиянии, либо для передачи пароля другому игроку. Хотя персонаж игрока не может призывать демонов выше его уровнем, в рекомендациях по прохождению и прочих материалах о Strange Journey часто встречаются пароли для специально рассчитанных на ту или иную сюжетную битву демонов. Также, в игре присутствуют 3 опционально доступных демонов, получаемых только с помощью пароля (Иштар, Альциэль и Демони-Ху) и некоторые «демоны» на основе сюжетных персонажей, использовавшиеся в ходе разработки.
Все демоны разбиты по мировоззрению: одна шкала, Свет-Нейтральность-Тьма (англ., Light-Neutral-Dark), определяет предрасположенность демона к сражениям — светлые существа не встречаются в сражениях против случайных противников и могут быть только созданы через Слияние; тёмные существа же наоборот, никогда не заговаривают с игроком во время битвы, почти не предоставляя возможности избежать сражения за некоторыми исключительными случаями.
Вторая шкала, Порядок-Нейтральность-Хаос (англ, Law-Neutral-Chaos), является одной из отличительных черт серии, так как значительно влияет на сюжет и геймплей. От мировоззрения этой шкалы зависит возможность демонов участвовать в Системе Кооперации Демонов; эффективность некоторых видов атак; возможность игрока использовать определённое оружие или броню; доступность некоторых квестов, а самое главное, так называемая концовка игры (англ., End Game).
Значительным элементом игровой механики являются Фазы Луны. Их 16, нулевой фазой считается новая луна, восьмой — полнолуние. Фазы поочерёдно сменяются от нулевой до восьмой и обратно. Фаза является мерой времени в механике игры, некоторые атаки наносят урон в зависимости от фаз (некоторые наиболее эффективны в полнолуние, некоторые — в новую луну), а во время полнолуния переговоры с демонами невозможны, но при запуске SubApp «Lunatic» приобретают случайный характер — во время диалога речь демона безумна и от игрока требуется всего лишь выбрать один из двух вариантов ответа, каждый из которых имеет некоторый шанс на положительную реакцию демона.

### New Game+
Формально целью игры является однократное прохождение сюжетной линии. Однако, в игре присутствует система достижений (англ., Achivements, в игре Records), некоторая часть которых не может быть получена при однократном прохождении. Так, присутствуют достижения за получения каждой из трёх концовок (для Порядка, Хаоса и Нейтрального пути), открытии всей карты мира (что недоступно из-за скрытого при первом прохождении региона), а также за победу над каждым из врагов семейства Fiend, члены которого имеют очень малый шанс на появление. Также, за одно прохождение невозможно получить информацию о всех 300 демонов в игре.
При повторном прохождении игроку открываются для покупки за макку дополнительные SubApps, значительно облегчающие игру (например, Red Carpet вовсе убирает случайных противников). Открывается закрытая ранее правая сторона подземелья в секторе Grus, содержащая нескольких новых демонов-противников и Форм для сбора. Также открываются два сюжетных дополнительных задания (см. Сюжет — Отец Schwarzwelt) и активируется столб-терминал в секторе Antlia, позволяющий повторно сразиться со всеми боссами секторов и финальными боссами, побеждёнными в предыдущие итерации, получая в награду редкие предметы и дополнительные очки опыта.

## Сюжет

### Мир и персонажи
События данной игры, как и многих игр серии и спин-оффов, происходят в одной из альтернативных для Земли реальностей. Где-то в первой половине XXI века в Антарктике в районе Южного полюса происходит огромный атомный взрыв неизвестной природы, провоцирующий появление аномалии, названной Schwarzwelt. Аномалия медленно расширяется, поглощая поверхность Земли подобно чёрной дыре. Дроны, посланные внутрь Schwarzwelt по прибытии туда передают изображения разрушенных городов, огромных супермаркетов и прочие странные вещи. ООН, создавшая Совместный Проект (англ., Joint Project), финансирует создание экспедиции в Schwarzwelt, оборудованной по последнему слову техники и достижений — целью которой является исследование и уничтожение аномалии.
Главный герой является одним из боевиков (англ., Strike Team) экспедиции, служащим на центральном корабле экспедиции, Red Sprite. Он находится в подчинении командира Гора (англ., Commander Gore), руководящего всей экспедицией и исследовательского ИИ Артура (англ., Arthur). Red Sprite сопровождают аналогичные ему корабли Blue Jet, Elves и Gigantic. Связным Blue Jet выступает опытный американский солдат Хименес (англ., Jimenez). Значимое место в исследовании занимает русская учёный Зеленина (англ. Zelenin), находящаяся на борту Elves и входящая в исследовательскую команду (англ., Monitor Team). После связи с Joint Project и вхождением в область действия Schwarzwelt, корабли оказываются беззащитными против некоторых эффектов аномалии и разделяются с катастрофическими последствиями.

### Сюжет

#### Погружение в Schwarzwelt
После аварийного приземления в ледяных пещерах, персонал Red Sprite подвергается атакам невидимого противника. На Демоники боевиков внезапно приходит пакет данных, при распаковке оказывающийся Программой Вызова Демонов. Воспользовавшись ей, герой и товарищи получают возможность видеть, общаться и сражаться с демонами на равных. Понеся крупные потери, команда Red Sprite обустраивает базу и приступает к исследованию первого сектора. В ходе поисков, команда обнаруживает Blue Jet. Главный герой и Гор прибывают, чтобы спасти единственного выжившего из команды корабля — Хименеса. Во время этой миссии на отряд нападает рядовой, но достаточно сильный, демон Ориас. Гор побеждает его, но отвлекаясь на подчинённых, получает смертельный удар в спину. Герой вынужден сразиться с Ориасом самостоятельно и убить его. Тело Гора погружается на Red Sprite, Артур берёт на себя руководство миссией и персонал Red Sprite, с примкнувшим к ним Хименесом, приступает к дальнейшему изучению аномалии.
В ходе исследований выясняется, что для транспортировки между зонами Schwarzwelt необходимо получение информационных объектов, розетт (англ., Rossette), охраняемых могущественными демонами, владыками секторов. Владыка первого сектора, Моракс, превратил часть своих владений в разрушенный от бомбёжек город, памятник человеческой любви к войне и разрушению. Спустившись в подземелье и сразив охрану в лице демонов Они, герой встречает Моракса лицом к лицу и побеждает того в схватке, заполучив розетту сектора.
Во втором секторе команда обнаруживает огромный дворец, полный комнат с силуэтами обнажённых девушек и пыточными камерами. Главный герой, исследуя его помещения, попадает в плен к владыке второго сектора, демону-исследователю Митре. В ходе плена игрок встречает Зеленину, узнаёт о гибели большинства пассажиров Elves и ужасных опытах над людьми, проводимых демонами. Митра приглашает главного героя к себе и отпускает его на свободу, ожидая от того самовольного согласия на становление испытуемым в опытах. Организовав массовую атаку с элементами отвлекающего манёвра, протагонист штурмует дворец для освобождения Зелениной, но снова попадает в плен из-за невидимого дворецкого-фомора. После битвы с зомбированным напарником Норрисом, герой и Зеленина сбегают из плена благодаря Мастеме (англ., Mastema), таинственному чернокрылому ангелу. Используя дар Мастемы, протагонист побеждает невидимого дворецкого и проникает вглубь дворца. При исследовании пыточных Хименес находит и присваивает себе забавного демона Буга-бу. В конце концов, главный герой добирается до зала Митры и убивает его, забирая розетту сектора.
Третий сектор оказывается огромным супермаркетом, полным отравленной, несъедобной или бутафорской еды. Владыка сектора — ненасытный Хоркос, в момент прибытия героя пожирающий останки Elves с содержащимся в нём остатком экипажа. После разработки специального оружия при помощи Мастемы, герой, Хименес и Зеленина длительно преследуют Хоркоса, провоцируя его «выплюнуть» остатки корабля. Раненый Хоркос скрывается в «святилище», при этом неосторожно обронив форму, служащую основой для программы входа в «святилища». Герой создаёт программу, проходит вглубь сектора и настигает злодея, уничтожая его в бою для получения розетты.
В четвёртом секторе, полном мусора и отходов, команда натыкается на «ментального паразита», вызывающего неконтролируемые приступы ярости. Часть команды перебивает друг друга, пока Зеленина и герой не узнают у Артура, что на корабле присутствует оборудование для создания лекарства от подобных вирусов. Протагонист путешествует во второй сектор, где находит прототип «паразита» в скрытой лаборатории Митры. Создав лекарство против «паразита» и испытав его на боевике Энтони в лазарете, герой и Зеленина излечивают оставшийся в живых заражённый персонал, включая Хименеса. Источником настоящего «паразита» оказывается неизвестный демон, существующий сразу в нескольких местах. После уничтожения нескольких миражей, герой встречает настоящее обличие демона — владыку сектора Асуру, пытающегося «исцелить» человечество от загрязнения мира самоуничтожением.
Во время исцеления Хименеса Буга-Бу жертвует жизнью, чтобы защитить его. При воскрешении демона с помощью накопленных данных (функция, доступная также и игроку), Хименес обнаруживает, что Буга-Бу является демоном лишь на три четверти — на четверть он человек. Это позволяет научить Буга-Бу основам английского языка. Также в ходе поисков Асуры, Гор «оживает» (его тело находится под контролем мистической силы), сбегает из лазарета и начинает периодически появляться перед игроком по мере погружения того в Schwarzwelt, задавая ему вопросы о том, помнит ли он изначальную цель их путешествия — уничтожение аномалии. Команда Red Sprite решает покинуть аномалию при первой же возможности.

#### Попытка побега
Получив четыре розетты и отправившись с помощью них в пятый сектор, команда связывается с Joint Project и узнаёт от них про наличие в секторе «выхода» из Schwarzwelt, сканируемого снаружи. Пятый сектор оказывается садом-лабиринтом со множеством телепортов и водных источников. На положительных эмоциях от атмосферы сектора и скорой возможности возвращения домой, команда ищет выход, когда Артур вызывает всех на базу. Причиной общего сбора оказывается Lighting — проникнувший в аномалию через указанный ранее выход пятый корабль Joint Project, прототип четырёх кораблей экспедиции, перед которой был продан крупному частному бизнесмену. Команда Lighting использует более совершенную технику, оружие, Демоники, состоит из наёмников и головорезов и настроена агрессивно по отношению к демонам и нейтрально — к официальной экспедиции. Однако, несмотря на холодный приём, команда Lighting во главе с Капитаном Джеком помогает Red Sprite в поисках выхода из Schwarzwelt в обмен на услуги по нахождению редких Форм и копию Программы Вызова Демонов.
По обнаружению точки выхода игрок, ведомый Хименесом и Зелениной, натыкается на Уробороса — богиню-дракониху, породившую демонов этого сектора. После двух изматывающих сражений с ней (между которыми отряды команды вынуждены зачищать окрестности сектора от демонов-защитников богини), герой умудряется победить и убить дракониху, после чего обнаруживает загадочную Форму — она оказывается более сложным вариантом розетты для транспортировки на ещё большие расстояния внутри аномалии. При попытке сбежать из Schwarzwelt с помощью полученной Формы сквозь точку выхода, Red Sprite попадает в другой, шестой сектор. Joint Project, ожидавший выхода исследовательской группы из аномалии, без предупреждения начинает ядерную бомбардировку Schwarzwelt — связанную с тем, что демоны начали проникать наружу купола и атаковать Южную Америку и Африку. Команда снова оказывается в кризисе.

#### Странные миры
Артур сообщает о том, что аналогично четырём лордам первых секторов существуют несколько матерей демонов, всех которых следует уничтожить для того, чтобы аномалия Schwarzwelt закрылась.
В шестом секторе, представляющим собой лабиринт из жёлтых и золотых стен странного дизайна (напоминающего фильм Трон), персонаж игрока встречается с владыками первых четырёх секторов, каждый из которых переродился в новой, более совершенной форме (например, Асура преображается в Ашеру). В промежутке между битвами с владыками, команда Red Sprite узнаёт о создании Капитаном Джеком собственного пространственного сектора внутри аномалии. При прибытии туда, команду ожидает холодный приём наёмников-охранников с требованием убраться. Хименес вызывается шпионить за Lighting, но оказывается схвачен. Во время операции по его спасению, в ходе которой обнаруживаются жуткие эксперименты команды Lighting по скрещиванию демонов без Программы Слияния Демонов, игрок вынужден спасти жизни Хименеса и Буга-Бу, соединив их в одну сущность с помощью оборудования слияния. После гибели Капитана Джека от рук игрока и помогающего ему Хименеса-полудемона, бывший помощник капитана Райан обещает вместе с выжившими в бойне присоединиться к Red Sprite с целью уничтожения матерей.
Разобравшись с угрозой Lighting и победив четырёх переродившихся владык, персонаж игрока спускается на нижний уровень сектора, где побеждает Тиамат, вторую мать Schwarzwelt, и забирает её Форму.
Седьмой сектор оказывается миром иллюзий. Он полон локаций с дизайном из первых четырёх секторов, которые представлены в инвертированных цветах. Для проникновения в низшие уровни сектора, где скрывается третья мать, Майя, игроку необходимо пройти сквозь святилище демонов хаоса, настроенных нейтрально по отношению к людям. Также в секторе обнаруживается святилище ангелов, управляемое Мастемой, один из которых и охраняет проход в святилище.
Выясняется, что Райан убил надзирателей из команды Red Sprite и теперь собирается нанести ответный удар, вновь накапливая боевой потенциал. Не видя других способов решения проблемы, удручённая битвами, Зеленина обращается к Мастеме. Тот, с её согласия, превращает её в ангела и даёт возможность очаровывать противников голосом. Зеленина «прочищает мозги» команды Райана, заставляя их служить ей, что ужасает Хименеса, ныне упивающегося силой демона. С помощью Зелениной или Хименеса, герой открывает печать на двери, скрывающей проход вглубь сектора. После этого Хименес покидает команду корабля.
Пройдя лабиринт из ловушек и телепортаторов, схожий с пятым сектором и включающий ловушки из четырёх пеовых секторов, персонаж игрока попадает в логово Майи и убивает её, забрав третью особую Форму.
По мере приближения к своей цели, игрок выясняет, что Schwarzwelt была создана великой матерью-богиней Мем Алеф целью уничтожить человечество за всё то, что оно сотворило с планетой. Эта Schwarzwelt не является первой и не является последней — земля пережила уже несколько таких «перезапусков». Red Sprite прибывает в последний, восьмой сектор, с целью сразиться с Мэм Алеф. Появляется командир Гор, перерождённый как демон-слуга аномалии и сообщает команде о существовании Мировых Яиц — артефактов, позволяющих «перезапустить» мир без полного поглощения Schwarzwelt планеты. В зависимости от мировоззрения героя и его диалога с Гором, игрок выбирает путь-концовку:

##### Путь Порядка
Игрок объединяется с Мастемой, оказывающимся посланником архангелов Михаэля, Рафаэля и Уриэля (подразумевается, что именно они скрываются под обликом «Трёх мудрых людей», появляющихся перед игроком в начале и середине игры), и подчинённой ему Зелениной, получившей звание и сущность ангела-судьи. Игрок охотится за Мировыми Яйцами с целью создать мир идеального порядка, в ходе чего убивает «Гора», Хименеса и, с целью уничтожить сдерживающую силу аномалии, Мем Алеф. В новом мире порядка песня ангела-Зелениной под контролем Мастемы заставляет всех существ планеты, получивших бессмертие, не заниматься ничем, кроме бессмысленного воспевания Бога.

##### Путь Хаоса
Игрок решает помочь в поглощении земли аномалией Schwarzwelt и подчиняется Мем Алеф вместе с Хименесом и следившим за ними Люцифером (появляющимся в ходе игры в образе таинственной девушки Луизы). Игрок охотится за Мировыми Яйцами с целью недопущения использования их Мастемой. После гибели «Гора» и победы над самим Мастемой последним препятствием на пути игрока становится вознесённая к Богу Зеленина в образе серебряного ангела. В новом мире хаоса люди и демоны борются за существование между собой и всегда побеждает сильнейший.

##### Нейтральный Путь
Игрок внимает наставлениям «Гора» и напоминаниям о цели экспедиции, получает информацию о способе уничтожения Schwarzwelt с помощью Мировых Яиц и продолжает миссию согласно оригинальному плану. На пути игрока встают оба Хименес и Зеленина и после гибели в сражениях обоих, разгневанный Мастема сбегает, а Мем Алеф даёт герою последний бой с целью не допустить разрушения своего Чёрного Мира. Schwarzwelt уничтожена, «перезагрузка» мира отменена, а герой и выжившие члены команды экспедиции становятся духовными и интеллектуальными пророками, пытаясь воззвать о рациональности в отношении к природе и самим себе к людям всего мира с целью недопущения новой Schwarzwelt.

#### Отец Schwarzwelt
При повторном прохождении игры в том же сохранённом файле (New Game+) открываются две последовательные дополнительные миссии в предпоследнем, седьмом секторе, ещё более раскрывающие сюжет игры.
В святилище ангелов перед запечатанной и охраняемой ангелом-Силой дверью, игрок встречает не стражника, а таинственного человека в Демонике, просящего о помощи — в подземельях сектора, параллельных посещаемым ранее игроком в ходе сюжетной линии, скрывается могущественная Аллат. После гибели богини, выясняется, что таинственный человек — замаскированный Метатрон, которому герой только что помог снять последние запечатывающие чары с тюрьмы «отца» Schwarzwelt — Демиурга, одного из воплощений Бога, который спровоцировал Мэм Алеф на создание Schwarzwelt с целью раз и навсегда стереть человечество с лица Земли как своё неудачное творение. Неизвестный женский голос просит игрока победить Демиурга, пока не поздно, для чего ему предстоит найти третью, самую лучшую версию программы для обнаружения демонов, в восьмом секторе и вновь спуститься в то же самое подземелье, где он сражался с Аллат. После победы над Демиургом, герой, в зависимости от своего мировоззрения и решения игрока, может либо изгнать Демиурга из этого мира до его новой реинкарнации, либо подчинить его себе и принять как демона-спутника.

## Релиз игры и её критика
| Сводный рейтинг    | Сводный рейтинг              |
| Агрегатор          | Оценка                       |
| ------------------ | ---------------------------- |
| GameRankings       | - DS: 80,60 % - 3DS: 81,90 % |
| Metacritic         | 80/100                       |
| Иноязычные издания |                              |
| Издание            | Оценка                       |
| 1UP.com            | A-                           |
| Eurogamer          | 8/10                         |
| Famitsu            | 36/40                        |
| Game Informer      | 8,75/10                      |
| GamePro            | 3,5/5                        |
| GameSpot           | 6/10                         |
| IGN                | 8,5/10                       |

Strange Journey была выпущена 8 октября 2009 года в Японии и 23 марта 2010 года в Северной Америке. Выход игры сопровождался сайтом-тизером с изображением Земли и воронки в ней. Несмотря на предшествующие анонсу слухи о том, что игра является новой частью серии игр Persona или абсолютно новой, самостоятельной игрой, спустя неделю было объявлено, что игра является своеобразным «международным» спин-оффом основной серии игр Shin Megami Tensei (События которой происходят в основном в апокалиптическом Токио). Релиз в Северной Америке сопровождался информированием игроков-покупателей о кодах для доступа к иначе недоступным демонам.
Игра получила высокие продажи на старте и в Японии, и в Америке, и даже вошла в топ для Nintendo DS, при этом, однако, не удовлетворив предположений разработчиков по числу продаваемых копий.
Игра получила в целом положительный отзывы от критиков. Основная похвала была направлена на сложность сюжета и его глубину; множество контента и возможностей для игрока; аккуратно использованную многонациональность команды экспедиции для большего погружения игрока в роль. Некоторые рецензенты называли геймплей «свежим», благодаря, в основном, вливаниям элементов со стороны другой серии игр Atlus — Etrian Odyssey. Однако, некоторые авторы указывали на отсутствие каких-либо серьёзных нововведений в системе сражения и общения с демонами со времён предшествующих игр серии, а также относили к недостаткам большую длительность сюжета и излишнюю сложность некоторых боссов.